# Wagony SGP nr 261–283 (tramwaje w Grazu)
Wagony SGP nr 261–283 – seria silnikowych, przegubowych wagonów tramwajowych, wyprodukowanych w latach 60. XX w. w zakładach Simmering-Graz-Pauker i Lohner dla systemu tramwajowego w Grazu. Tramwaje powstały na licencji niemieckich zakładów Duewag.

## Historia
Na początku lat 60. XX w. tramwaje SGP nr 201–260 stanowiły podstawę taboru tramwajowego w Grazu. Ponieważ wagony te były już w owym czasie przestarzałe, postanowiono zakupić nowe tramwaje w zakładach Lohner i Simmering-Graz-Pauker.
Począwszy od 1963 r. dostarczono 13 tramwajów, przy czym te o numerach 261–265 wyprodukował Lohner z Wiednia, a te o numerach 266–273 powstały w miejscowym Simmering-Graz-Paukerze. 29 marca 1963 r. zaprezentowano pierwsze cztery egzemplarze. W latach 1965–1966 dostarczono jeszcze 10 tramwajów z fabryki Simmering-Graz-Pauker.
Na przełomie lat 1998 i 1999 wagon nr 262 przebudowano na szlifierkę. W lipcu 2013 r. wagon ten spłonął na terenie zajezdni Steyrergasse. Powstałe w wyniku pożaru szkody były tak duże, że postanowiono o zezłomowaniu uszkodzonego wagonu.
Wraz ze wprowadzeniem do eksploatacji pierwszych tramwajów typu Cityrunner rozpoczęło się stopniowe wycofywanie z ruchu wagonów serii 261–283.
5 lipca 2015 r. wagon nr 267 przekazano do Tramway Museum Graz.

## Dostawy
| Państwo        | Miasto         | Lata dostaw    | Liczba | Numery taborowe |       |
| -------------- | -------------- | -------------- | ------ | --------------- | ----- |
| Austria        | Graz           | 1963–1966      | 23     | 261–283         | [ 2 ] |
| Łączna liczba: | Łączna liczba: | Łączna liczba: | 23     |                 |       |

## Galeria

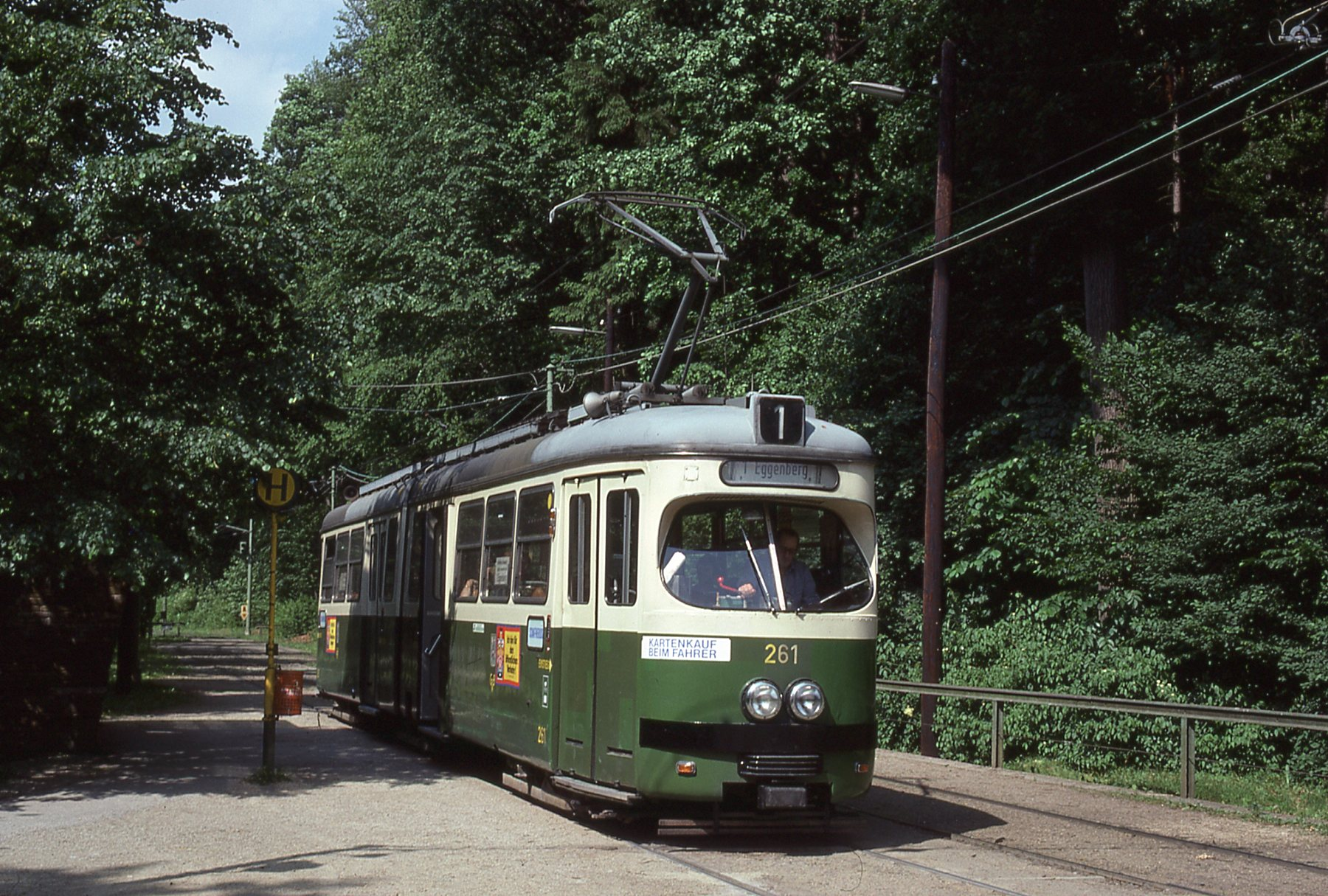
Wagon nr 261, 1977 r.
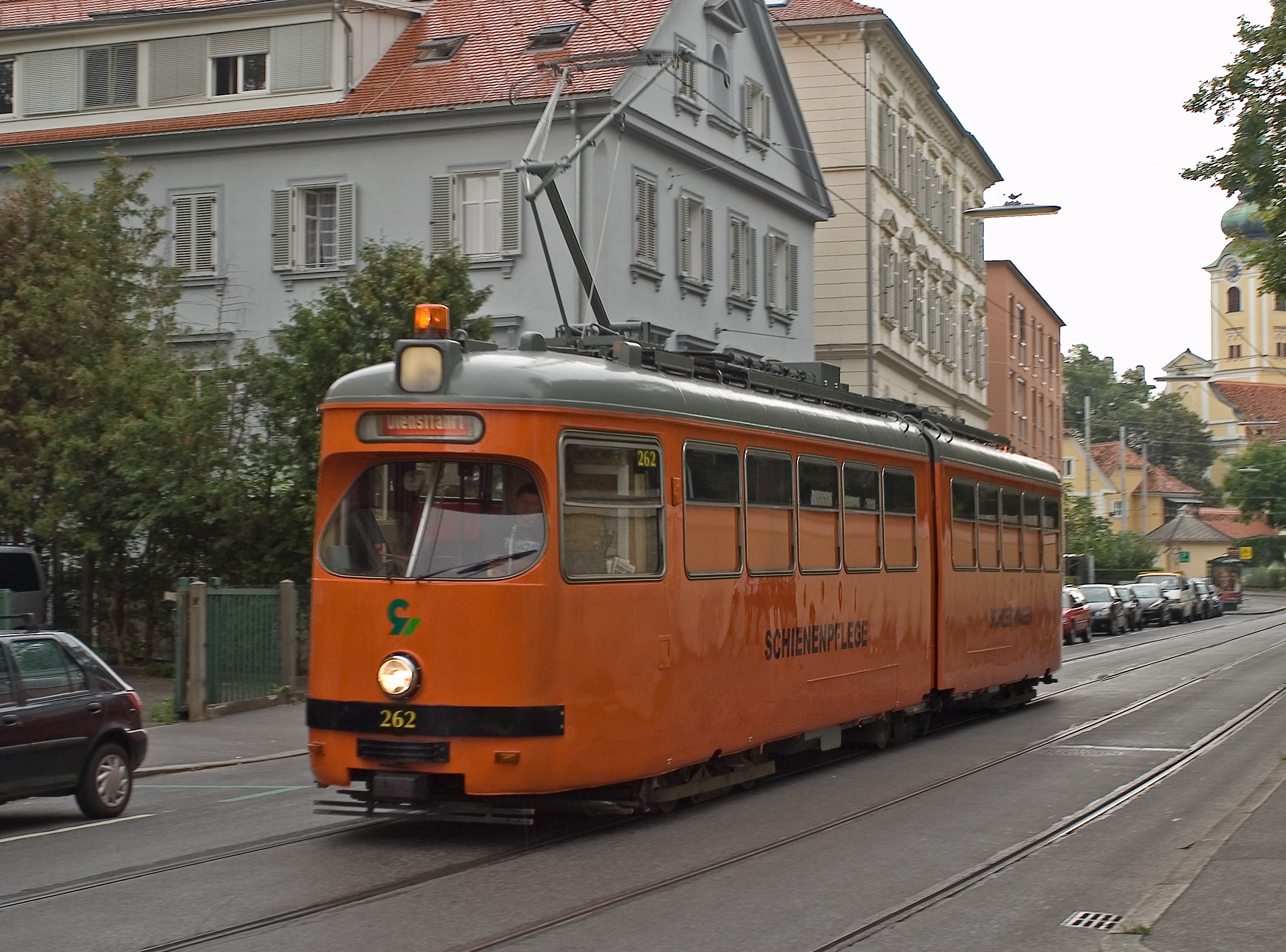
Wagon nr 262 jako szlifierka, 2007 r.
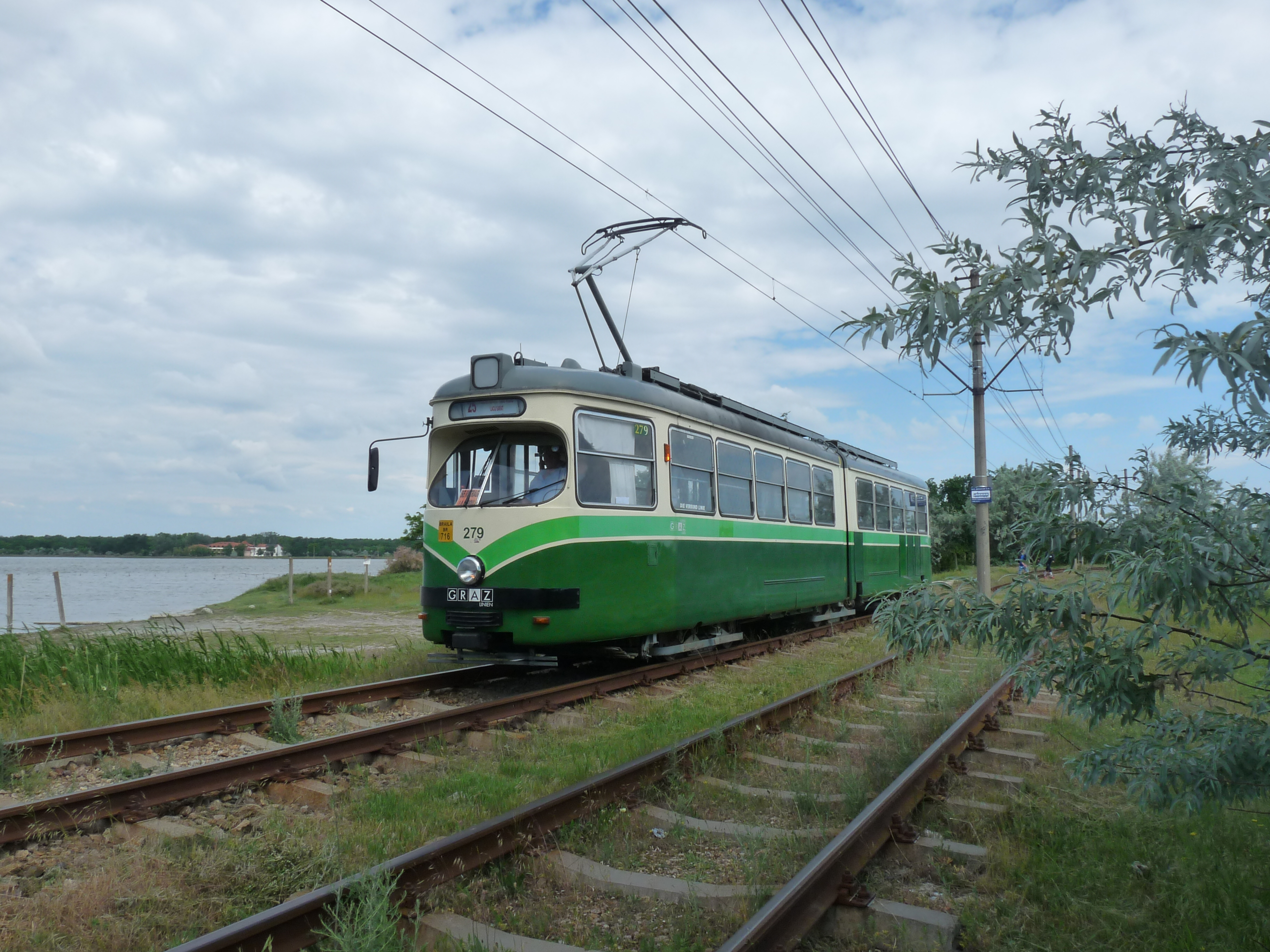
Wagon nr 279 w Braile, 2017 r.